# Vanadiniet
Het mineraal vanadiniet is een lood-chloor-vanadium-oxide met de chemische formule Pb5(VO4)3Cl. Het behoort tot de vanadaten.

## Eigenschappen
Het kleurloze, gele tot roodbruine vanadiniet heeft een bruingele streepkleur en het kent geen splijting. De gemiddelde dichtheid is 6,94 en de hardheid is 3,5 tot 4. Het kristalstelsel is hexagonaal en het mineraal is niet radioactief.

## Naam
De naam van het mineraal vanadiniet is afgeleid van de samenstelling.

## Voorkomen
Vanadiniet komt veel voor als oxidatieproduct in loodertsen. De typelocatie is Zimapan, Hildalgo, Mexico.